# Barrio de Santa Cruz Pueblo Nuevo
Barrio de Santa Cruz Pueblo Nuevo är en ort i kommunen San José del Rincón i delstaten Mexiko i Mexiko. Samhället hade 140 invånare vid folkräkningen 2020.